# Thorictus rollei
Thorictus rollei is een keversoort uit de familie spektorren (Dermestidae). De wetenschappelijke naam van de soort werd in 1971 gepubliceerd door Hans John.